# 1827 en science
| Années de la science : 1824 - 1825 - 1826 - 1827 - 1828 - 1829 - 1830    |
| Décennies de la science : 1790 - 1800 - 1810 - 1820 - 1830 - 1840 - 1850 |

Cet article présente les faits marquants de l'année 1827 en science.

## Événements

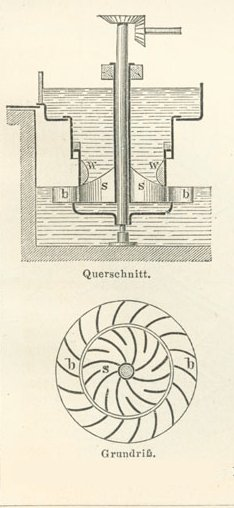
Représentation schématique d'une turbine Fourneyron.

- 26 avril : l'ingénieur Benoît Fourneyron expérimente la première turbine hydraulique qu'il a mis au point aux forges de Pont-sur-l'Ognon en Franche-Comté[1]. Il remporte en 1832 le prix de la Société d'encouragement pour l'industrie nationale pour son invention[2].
- 26 avril-24 mai : le bateau à vapeur Curaçao réalise la première traversée de l'Atlantique à vapeur de Hellevoetsluis, près de Rotterdam à Paramaribo aux Antilles néerlandaises[3].

- Avril : le droguiste britannique John Walker commercialise les premières allumettes à friction[4].

- 14 juin : le mémoire du chimiste et médecin anglais William Prout On the ultimate Composition of simple alimentary Substances est lu devant la Royal Society[5]. Prout classe les biomolécules en divers groupes, toujours utilisés aujourd'hui : glucide, protéine et lipide[6].
- 22 juin : un brevet est déposé pour le maillechort (alliage de cuivre, nickel et zinc d'aspect argenté), mis au point par les français Maillot et Chorier[7].
- Juin, juillet et août : le botaniste britannique Robert Brown observe le mouvement du pollen et de la teinture dans l'eau ; ce « mouvement brownien » permet de modéliser de nombreux phénomènes physiques par la suite[8].

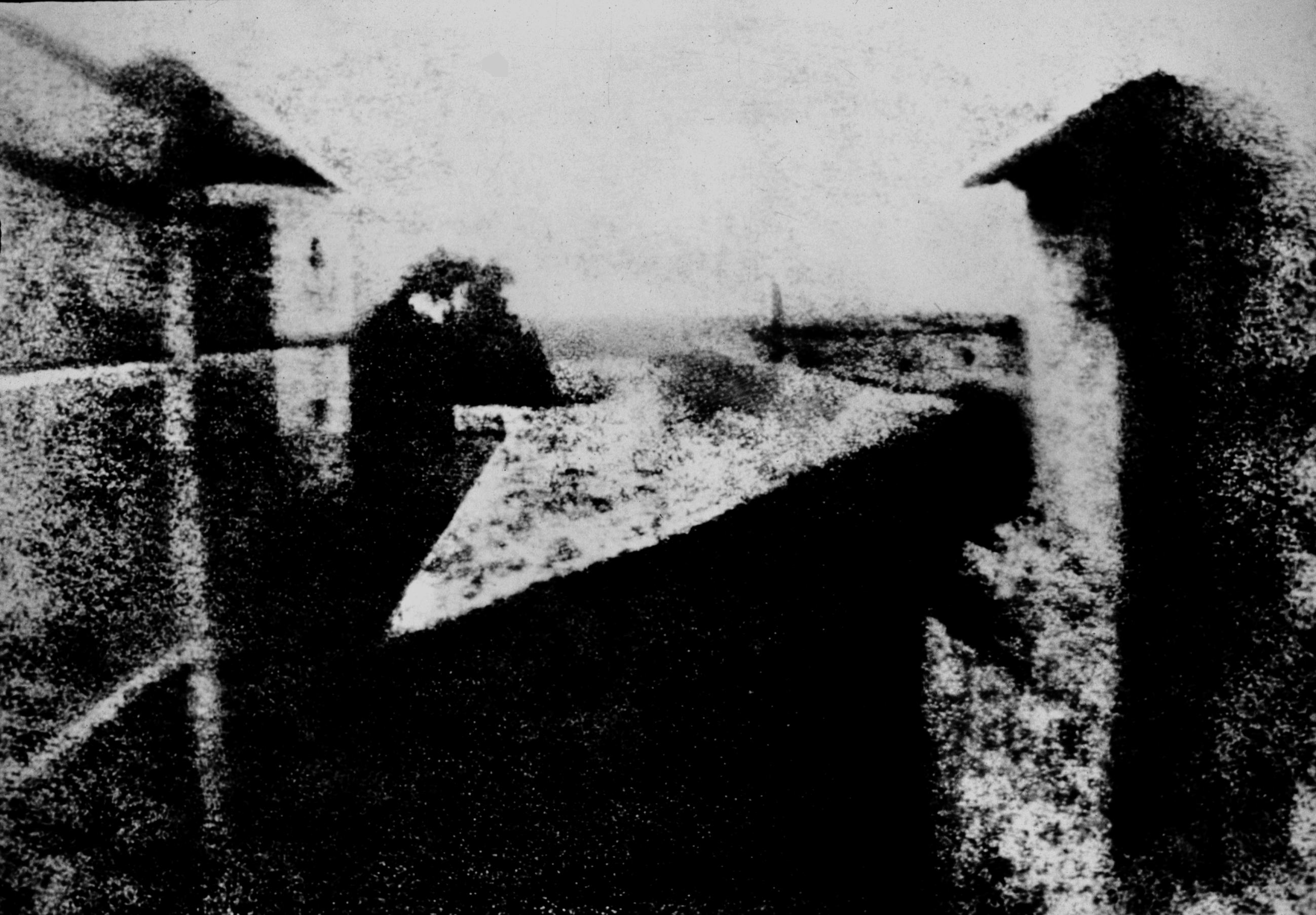
Point de vue du Gras, le plus ancien cliché conservé, 1827.

- Fin juin[9] : Nicéphore Niépce réalise sa « première expérience réussie de fixation permanente d'une image de la nature », le Point de vue du Gras, la première image photographique conservée[10].

- 26 juillet : le navigateur britannique William Edward Parry, qui essaie d'atteindre le pôle Nord à bord du HMS Hecla, doit rebrousser chemin à 800 km à la latitude record de 82°45' N[11].

- Septembre : premiers essais de la locomotive Royal George, construite par l'ingénieur britannique Timothy Hackworth[12], qui a eu l’idée de remplacer la transmission par chaîne par des bielles extérieures[13].

- 8 décembre : Nicéphore Niépce adresse à la Royal Society un mémoire intitulé Notice sur l'héliographie pour présenter son invention[10].
- 12 décembre : Marc Seguin obtient une brevet pour une chaudière tubulaire perfectionnée. Il l’utilise pour ses locomotives à partir de 1829[14].

- Le chimiste allemand Friedrich Wöhler obtient de l'aluminium pratiquement pur[15].
- Le chimiste danois William Christopher Zeise synthétise le premier composé organométallique, le sel de Zeise. Il s'agit d'un complexe platine-éthylène de formule K[PtCl3(C2H4)]·H2O[16].
- Johann Dreyse met au point le fusil à aiguille[17].

## Publications
- André-Marie Ampère : Mémoire sur la théorie mathématique des phénomènes électrodynamiques uniquement déduite de l'expérience.Il y expose les résultats de ses travaux sur la physique électromagnétique depuis 1820. Il fixe la définition des mots « courant », « tension », « intensité », etc. et établit les lois des actions magnétiques des courants électriques[18]

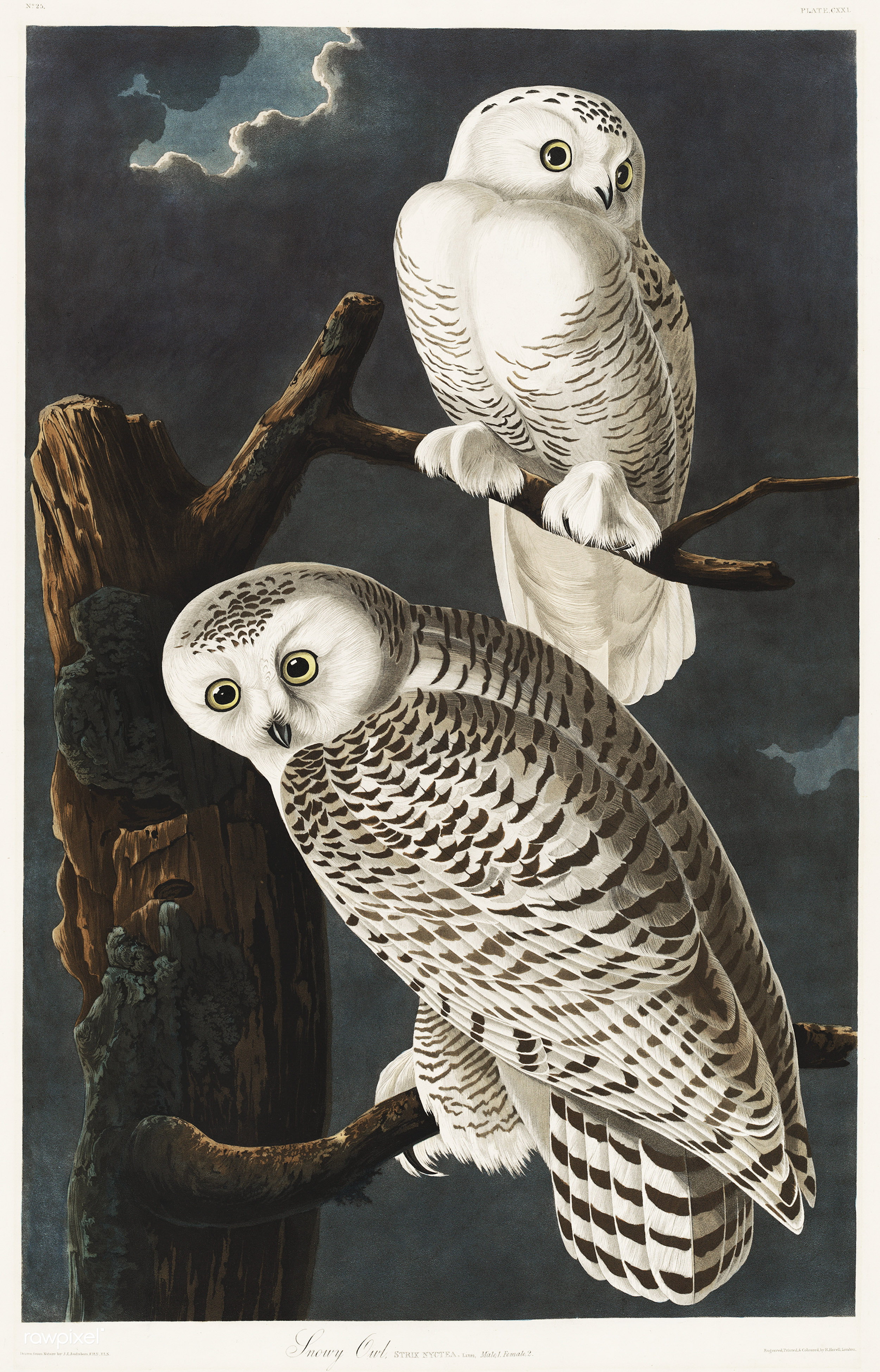
Illustration tirée du livre Les Oiseaux d'Amérique de Jean-Jacques Audubon.

- Jean-Jacques Audubon : The Birds of America (Les Oiseaux d'Amérique), Londres, 1827-1838.
- Karl Ernst von Baer : De Ovi Mammalium et Hominis Genesi Epistolam ad Academiam Imperialem Scientiarum Petropolitanam dedit Carolus Ernestus a Baer, Leipzig, Leopold Voss, 1827.Le savant germano-balte von Baer découvre l'ovule à l'intérieur des follicules ovariens, dans l'ovaire des mammifères et crée le terme de « spermatozoïde »[19]. Il met un terme au débat qui agite les préformationistes et les épigénistes depuis le XVIIe siècle[20].
- Gideon Mantell: Illustrations of the Geology of Sussex.Première description du taxon fossile Megalosaurus.
- Georg Ohm : Die galvanische Kette, mathematisch bearbeitet (Le circuit galvanique étudié mathématiquement).Le physicien allemand Georg Ohm établit la loi fondamentale qui porte son nom et qui met en relation le voltage électrique, la résistance et l'intensité du courant qu'il appelle force électroscopique (lois de l’électrocinétique).
- George Poulett Scrope : Memoir on the Geology of Central France, including the Volcanic formations of Auvergne, the Velay and the Vivarais (Mémoire sur la géologie du Massif central, incluant les formations volcaniques d'Auvergne, du Velay et du Vivarais).

## Prix
- Médailles de la Royal Society
  - Médaille Copley : William Prout et Henry Foster
  - Médaille royale : Humphry Davy et Friedrich Georg Wilhelm von Struve

## Naissances

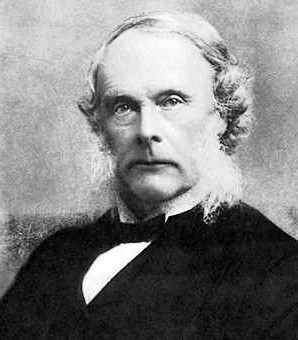
Joseph Lister

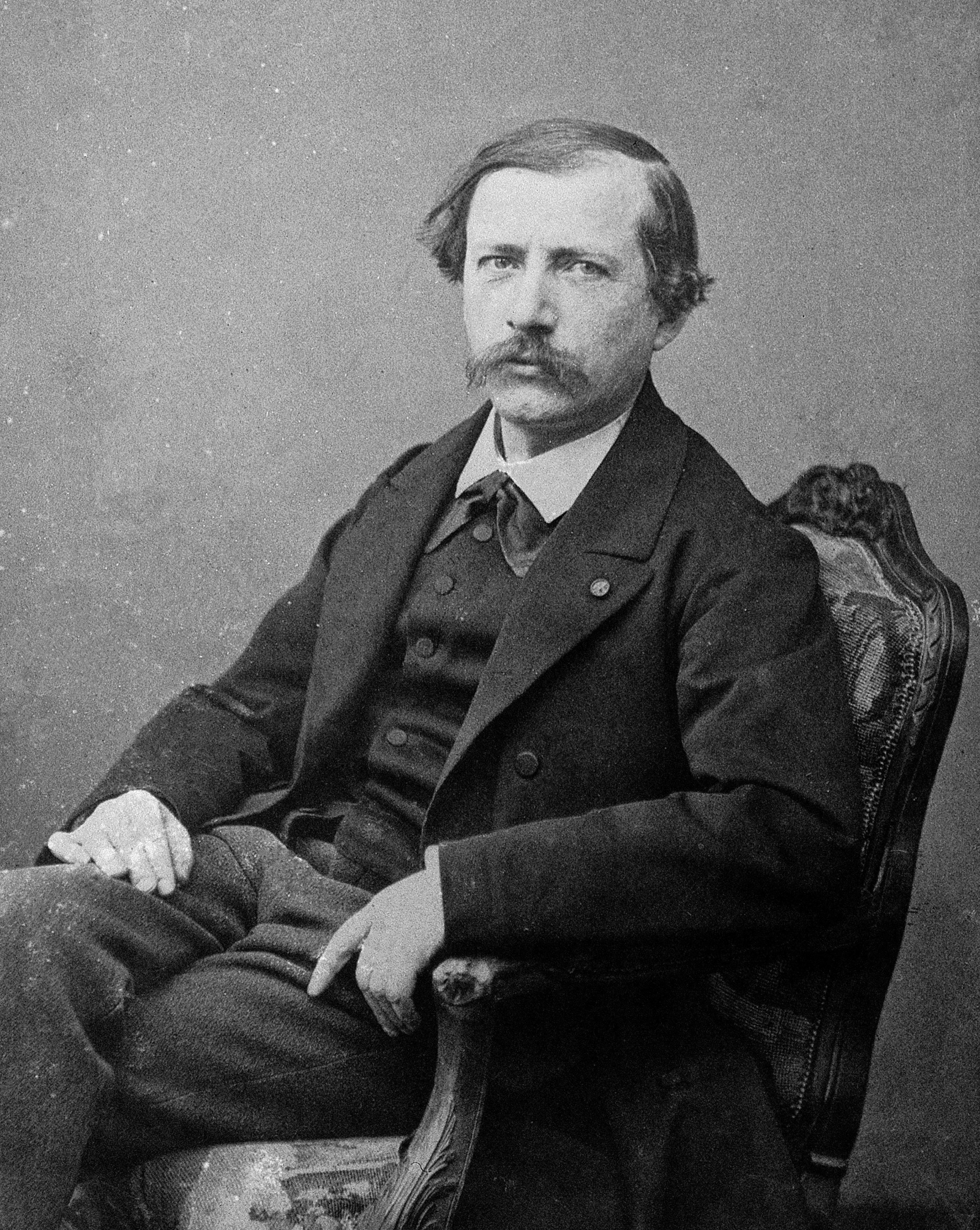
Marcellin Berthelot

- 1er janvier : Nikolaï Beketov (mort en 1911), physicien et chimiste russe.
- 14 janvier : Piotr Semionov-Tian-Chanski (mort en 1914), statisticien, géographe et botaniste russe.

- 18 février : Heinrich Karl Brugsch (mort en 1894), égyptologue allemand.

- 7 mars : John Hall Gladstone (mort en 1902), chimiste britannique.
- 11 mars : Édouard Piette (mort en 1906), archéologue et préhistorien français.
- 21 mars : Andrew Leith Adams (mort en 1882), médecin, naturaliste et géologue britannique.

- 5 avril : Joseph Lister (mort en 1912), chirurgien britannique.
- 21 avril : Heinrich Limpricht (mort en 1909), chimiste allemand.

- Mai : John Macadam (mort en 1865), chimiste, médecin et enseignant australien.
- 20 mai : Louis Fargue (mort en 1910), ingénieur hydrologue français.

- 16 juin : Élie Reclus (mort en 1904), journaliste et ethnologue français.

- 17 juillet : Frederick Augustus Abel (mort en 1902), chimiste britannique.
- 26 juillet : Henri Debray (mort en 1888), chimiste français.

- 4 août : Henry Fletcher Hance (mort en 1886) artiste et botaniste britannique.
- 15 août : Cesare Bertagnini (mort en 1857), scientifique et chimiste italien.
- 18 août : Gustave Lagneau (mort en 1896), médecin et anthropologue français.

- 16 septembre : Albert Gaudry (mort en 1908), géologue et paléontologue français.

- 15 octobre : Friedrich Adler (mort en 1908), architecte et archéologue allemand.
- 25 octobre : Marcellin Berthelot (mort en 1907), chimiste et homme politique français (chimie organique).

- 9 novembre : Charles Wolf (mort en 1918), astronome français.
- 23 novembre : Katharine Coman (morte en 1915), statisticienne américaine.
- 30 novembre
  - George Jackson Mivart (mort en 1900), biologiste britannique.
  - Henri Ernest Baillon (mort en 1895), botaniste et médecin français.

- 15 décembre : Joseph Halévy (mort en 1917), orientaliste français.
- 16 décembre : Jean Abraham Chrétien Oudemans (mort en 1906), astronome néerlandais.
- 26 décembre : Étienne Léopold Trouvelot (mort en 1895), astronome, artiste et entomologiste amateur français.

## Décès

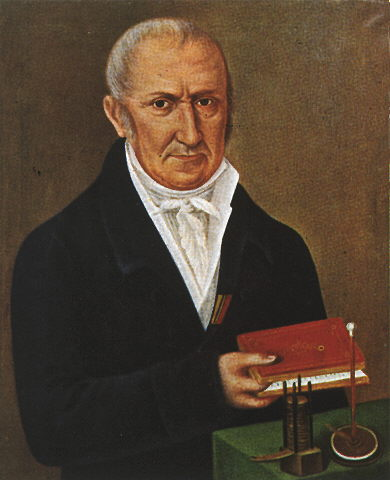
Alessandro Volta

- 18 février : Antoine Nicolas Duchesne (né en 1747), agronome français.
- 26 février : Jean Henri Hassenfratz (né en 1755), chimiste français.

- 5 mars :
  - Pierre-Simon de Laplace (né en 1749), mathématicien, astronome et physicien français.
  - Alessandro Volta (né en 1745), physicien italien.

- 3 avril : Ernst Chladni (né en 1756), physicien allemand, fondateur de l'acoustique moderne.

- 14 mai : Louis Ramond de Carbonnières (né en 1755), homme politique, géologue et botaniste français.

- 14 juillet : Augustin Fresnel (né en 1788), physicien français.
- 25 juillet : Jean-Claude Flamen d'Assigny (né en 1741), homme politique et agronome français.

- 4 septembre : Heinrich Boie (né en 1794), naturaliste allemand.
- 19 septembre : Morten Thrane Brünnich (né en 1737), zoologiste et minéralogiste danois.
- 30 octobre : Henry Salt (né en 1780), artiste, diplomate et égyptologue anglais.